# Glattrohr
Glattrohr ist ein Begriff aus der Waffentechnik. Es bezeichnet eine mögliche Innenbeschaffenheit des Laufs einer Schusswaffe. Bei Glattrohrwaffen ist der Lauf innen nicht mit Zügen und Feldern versehen, um das Geschoss in einen stabilisierenden Drall zu versetzen, sondern glatt.

## Geschichte
Bis etwa 1850 waren Glattrohre bei Kriegswaffen Stand der Technik und wurden dann zunehmend durch gezogene Läufe verdrängt. Mit diesen erhält das Geschoss eine Rotation während des Abschusses, was die Präzision erhöht. Zunächst sorgten die gezogenen Läufe für eine wesentlich längere Ladezeit, was sich beim Liniengefecht als nachteilig erwies. Die Militärs erkannten aber spätestens ab den Napoleonischen Kriegen (1792–1815) die Nützlichkeit von Gewehren mit gezogenen Läufen, im Gegensatz zu Glattrohrmusketen. Mit der Entwicklung des Minié-Geschosses wurde es möglich, gezogene Vorderlader zu benutzen, die ebenso schnell geladen werden konnten wie Glattrohrwaffen. Später wurde dann mit den ersten Hinterladern, wie z. B. Winchesterkarabinern, der gezogene Lauf endgültig Standard.

## Anwendung

### Militär

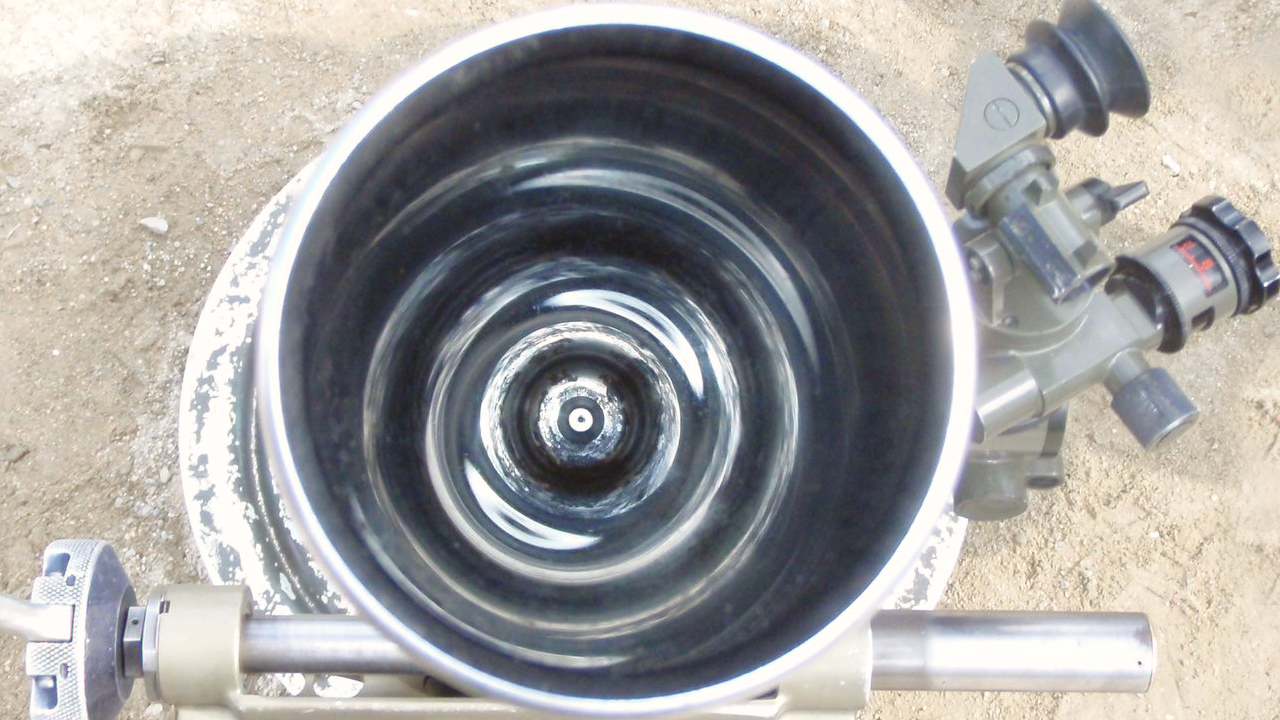
81-mm-Mörser L16 mit Glattrohr

In bestimmten Anwendungsbereichen wurden jedoch Waffen mit glatten Rohren neu entwickelt. So sind heutzutage großkalibrige Panzerkanonen meist mit Glattrohren ausgestattet. Dazu wurde festgestellt, dass bei den heutzutage in Panzerkanonen herrschenden Beschleunigungs- und Kräfteverhältnissen gezogene Rohre sehr schnell verschleißen und eine Lebensdauer von nur wenigen Dutzend Schuss hätten. Die Züge werden zum Beispiel einfach abgerissen oder ausgespült. Die Glattrohrkanonen verschießen vorrangig flügelstabilisierte Pfeilgeschosse mit Treibspiegel beziehungsweise -käfig oder Mehrzweck-Hohlladungsgeschosse; eine Drallübertragung ist bei beiden Munitionsarten nicht sinnvoll. Bei kleineren Waffen wurde das Prinzip zwar erprobt, setzte sich jedoch nicht durch (Beispiel: Steyr IWS 2000).

### Zivil
Unter den Feuerwaffen ist bei Schrotflinten der glatte Lauf noch immer Stand der Technik. Ein gezogener Lauf würde die Schrotgarbe in Rotation versetzen, und somit ein starkes Öffnen der Kugelwolke bewirken, was beim Schuss mit Schrot nicht gewünscht ist.
Einige freie Schusswaffen wie Schießbudengewehre und Softair-Waffen verwenden Glattläufe.

## Waffenrecht
Im Waffenrecht wird zwischen glatten Läufen und profilierten (gezogenen oder polygonalen) Läufen unterschieden. In der „Allg. Verwaltungsvorschrift“ des deutschen Waffengesetzes (WaffG) wird dazu in WaffVwV Anlage 1 Abschnitt 1 Unterabschnitt 1 Nummer 1.3.4 ausgeführt: „Mit Zügen oder anderen Innenprofilen versehene Laufrohlinge, Laufabschnitte oder Laufstücke, die noch kein Patronen- oder Kartuschenlager enthalten, sind dann wesentliche Teile, wenn sie für eine erlaubnispflichtige Schusswaffe bestimmt sind. Läufe ohne Züge und ohne Patronen- oder Kartuschenlager sind nur dann wesentliche Teile, wenn sie ohne wesentliche Nacharbeit in eine Waffe eingebaut oder mit einer Waffe verbunden werden können und damit eine gebrauchsfähige Waffe entsteht.“